# Claassenia

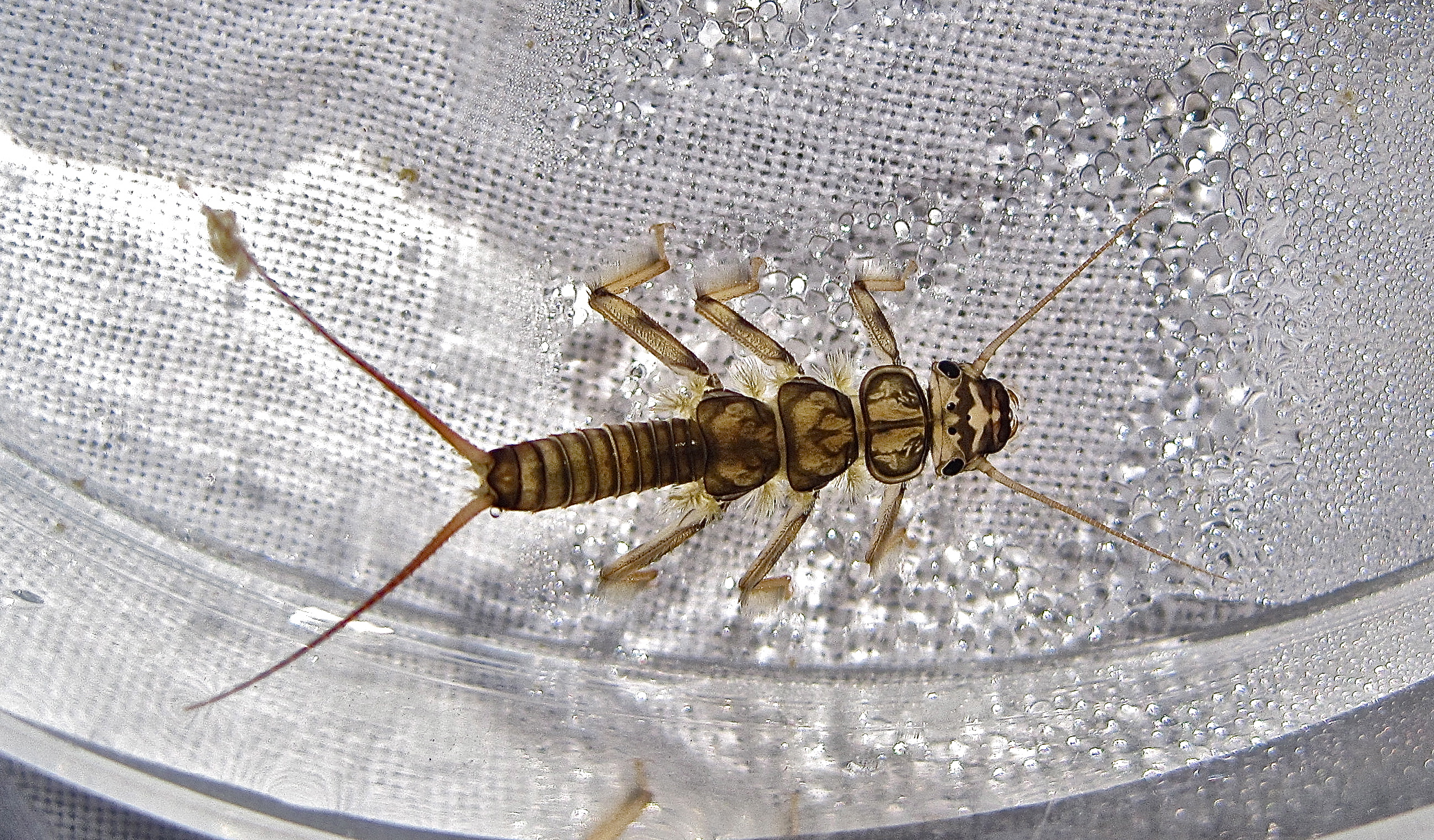
Exemplar de Claassenia sabulosa.

Claassenia és un gènere d'insectes plecòpters pertanyent a la família dels pèrlids.

## Distribució geogràfica
Es troba a Nord-amèrica i Àsia.

## Taxonomia
- Claassenia bischoffi (Wu, 1935)
- Claassenia brachyptera Brinck, 1949
- Claassenia caudata (Klapálek, 1916)
- Claassenia fulva Wu, C.F., 1973
- Claassenia gigas (Klapálek, 1916)
- Claassenia longistyla Wu, C.F., 1973
- Claassenia magna Wu, 1948
- Claassenia manchuriana (Banks, 1920)
- Claassenia radiata (Klapálek, 1916)
- Claassenia sabulosa (Banks, 1900)
- Claassenia semibrachyptera Wu & Claassen, 1934
- Claassenia tincta (Navàs, 1923)[6][10][11]